# کارولینا اشپرم
 کارولینا اشپرم (انگلیسی: Karolina Šprem؛ زاده ۲۵ اکتبر ۱۹۸۴) یک تنیس‌باز اهل کرواسی است.